# Tres Cruces Sur
Tres Cruces Sur är ett berg i Anderna. Berget har två toppar, Tres Cruces Sur, på 6 749 meter och Tres Cruces Central på 6 629 meter. Tres Cruces Sur är en markör var gränsen mellan Argentina och Chile går. Berget har givit sitt namn till Nevado Tres Cruces National Park i Chile.